# Polymerurus nodicaudus
Polymerurus nodicaudus är en djurart som tillhör fylumet bukhårsdjur, och som först beskrevs av Voigt 1901.  Polymerurus nodicaudus ingår i släktet Polymerurus och familjen Chaetonotidae. Inga underarter finns listade i Catalogue of Life.